# فورمازا
فورمازا هي كومونا في مقاطعة فيربانو كوزيو أوسولا في منطقة بيمونتي الإيطالية وتقع على بعد حوالي 160 كيلومتر (99 ميل) شمال شرق تورينو وحوالي 50 كيلومتر (31 ميل) شمال فربانيا على الحدود مع سويسرا.
تقع فورمازا على حدود البلديات التالية: باسينو وبيدريتو (سويسرا) وبيجناسكو (سويسرا) وبين (سويسرا) وبوسكو / غورين (سويسرا) وكافرنو (سويسرا) وأولريكن (سويسرا).

تأسست القرية من قبل والسر ولا يزال يتحدثوا ب والسر الألمانية.

## موقعها الجغرافي ومناخها

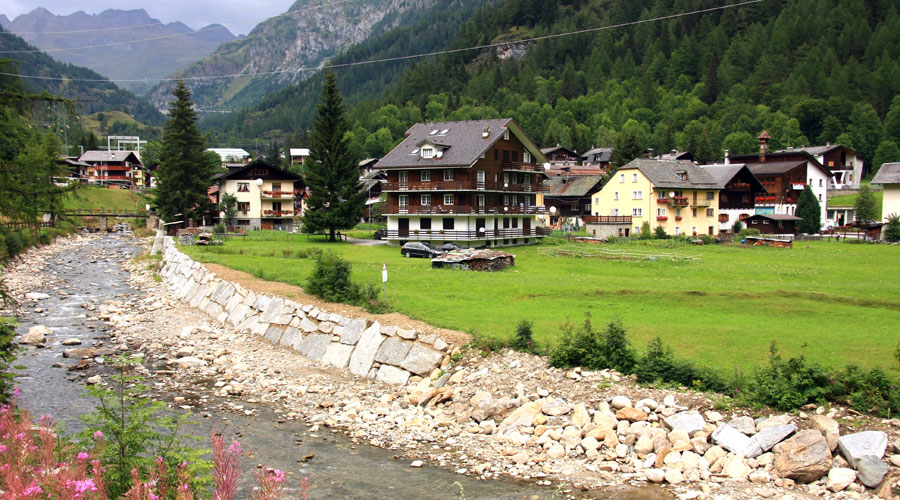
منظر لبونتي في فورمازا.

فتقع القرية على ارتفاع 1,200 متر (3,900 قدم) فوق مستوى سطح البحر على هضبة فورمازا في وادي فورمازا وهذا يؤثر ارتفاعها وموقعها مباشرة تحت الجبال العالية لجبال الألب الغربية على المناخ وفي الواقع هناك ما متوسطه أكثر من متر واحد وثلاثين سنتيمترا من الأمطار في السنة (خاصة الثلوج) فالمناخ هو نوع Dfb / Dfc (تصنيف مناخ كوبن) وهذا يعني أنه مناخ قاري رطب مع صيف جديد وقصير (ولكن عادة لا يكون هناك موسم جاف) ويبلغ متوسط درجة الحرارة السنوية حوالي 4 °م (39 °ف) وعادة ما يكون الشهر الأكثر برودة (يناير) متوسط درجة الحرارة اليومية حوالي −4 °م (25 °ف) ويمكن أن تصل أدنى القيم إلى حوالي −20 °م (−4 °ف) . يبلغ متوسط درجة حرارة الشهر الأكثر سخونة (يوليو) حوالي 13 °م (55 °ف) ويستمر الصيف أقل من ثلاثة أشهر.
فرازيوني، أو التقسيمات الفرعية لـ فورمازا (الاسم الأول باللغة الإيطالية، والاسم الثاني في لهجة والسر):
- انتيلون/ بونيغا
- بريندو / إن دا بريندو
- كانزا / فروتوالد - فرويدوالد
- كيزا - ألا كييزا / زير تشيلشو - أندرماتن - آن دار ماتو - إن دار ماتو
- فوندوفال / ستافيلوالد - شتافوالد
- فوبيانو/ أونترم ستالين-
- Frua / Uf der Frütt
- سوتو فروا / أونتر دير فروت
- غروفيلا / جورفيلين - جورفيلا
- موراسكو / موراشغ
- بونتي - آل بونتي / زوم ستيج - زومستاق- زونشتاغ- زير بريغو
- ريالي / كيهرباتش (ط) - تشيرباخ
- فالدو / والد - فالد
- سان ميشيل / تفوالد - توفالت

## اناسها
- ماريو باشر (مواليد 1941)، متسلق جبال للتزلج ومتزلج عبر الريف

## روابط خارجية
- الموقع الرسمي